# Provincia de Katanga
Katanga fue una de las once provincias de la República Democrática del Congo entre 1966 y 2015, cuando se dividió en las provincias de Tanganica, Alto Lomami, Lualaba y Alto Katanga. Entre 1971 y 1997 (durante el gobierno de Mobutu Sese Seko cuando Congo era conocido como Zaire), su nombre oficial era provincia de Shaba.
Katanga abarcaba una superficie de 518 000 km² y contaba con una población aproximada de 4,1 millones de habitantes. La agricultura y la ganadería se llevaban a cabo en la meseta de Katanga, en tanto que la parte más oriental de la provincia era una importante zona minera proveedora de cobalto, cobre, estaño, radio, uranio, diamantes y coltán. La antigua capital de la región, Lubumbashi (anteriormente, Elisabethville), es la segunda ciudad más grande del Congo.

## Historia
A comienzos del siglo XVII, la provincia se encontraba controlada por las tribus luba y lunda. En las postrimerías del siglo XIX, un comerciante de Tanzania llamado M'Siri fundó un efímero estado, el reino Yeke, que perduró hasta su asesinato a manos de los belgas en 1891.

### Colonización belga

#### Estado Libre del Congo
Inicialmente, el Estado Libre del Congo no incluía la provincia de Katanga. No figuraba en el mapa que fue aprobado en la conferencia de Berlín de 1885. Sin embargo, Leopoldo lo incluyó después, como contrapartida por ceder a Francia la región de "Niari-Kwilu", en el Bajo Congo, para esto el rey belga envió exploradores a la zona para que la reconocieran antes que Inglaterra que avanzaba hacia Katanga en su expansión. La adición de Katanga al Estado Libre del Congo fue aceptado sin problemas por el resto de las potencias, con lo cual la Provincia de Katanga, cuya extraordinaria riqueza minera era aún desconocida, pasó a formar parte de la propiedad privada de Leopoldo de Bélgica, a despecho de las pretensiones de imperialistas británicos como Cecil Rhodes o Harry Johnston.
Al darse cuenta de la riqueza minera de Katanga, en 1891 Leopoldo funda La Compañía de Katanga, para gestionar una administración distinta del territorio en virtud de su aptitud minera, cosa que no poseía el resto del Estado Libre del Congo y para acelerar la ocupación del territorio para así disuadir una reclamación británica sobre Katanga. Fue formada por la Compagnie du Congo pour le Commerce et l'Industrie (CCCI) y un grupo de inversores ingleses. La compañía recibió derechos de explotación minera por 99 años sobre un tercio del terreno y derechos preferenciales por veinte años sobre el resto. La compañía exploró la zona y encontró ricos yacimientos de cobre. 
En 1899, la compañía de Katanga y el gobierno del Estado Libre del Congo formaron el Comité Especial de Katanga para administrar toda la provincia, con su propia fuerza policial. El Estado Libre del Congo y la Compagnie du Katanga confiaron al Comité Especial sus derechos territoriales y minerales compartidos, y le autorizaron a gestionar esta propiedad. Un decreto del 6 de diciembre de 1900 delegó la autoridad estatal al Comité Especial de Katanga. En la práctica, Katanga era independiente de la administración del Estado Libre del Congo ubicada en el poblado de Boma y rendía cuentas directamente a Bruselas como una colonia aparte, pero para cumplir con lo pactado en la Conferencia de Berlín, no se transparentaba la realidad de que Katanga constituía una colonia independiente al Estado Libre del Congo.
Bajo el control de Leopoldo, los recursos minerales (cobre, estaño, manganeso, cinc, platino, uranio) fueron explotados por empresas de Bélgica (particularmente la Unión Minera del Alto Katanga) y Katanga se desarrolló mucho más que el Estado Libre del Congo. La administración en el Estado Libre del Congo era diferente a la de Katanga, mientras que en el Estado Libre del Congo se buscaba que los nativos pagaran impuestos elevados a través de la recolección del Caucho y del Marfil, en Katanga se exigía a la población como mano de obra para la minería. El cártel minero belga empleó tanto a mercenarios contratados como a guardias de alquiler a fin de someter a la población local y asegurarse el transporte sin contratiempos de los minerales y otras materias primas fuera del país. La tribu baluba se opuso a menudo a las operaciones mineras en la provincia, resultando muchos de sus miembros asesinados.

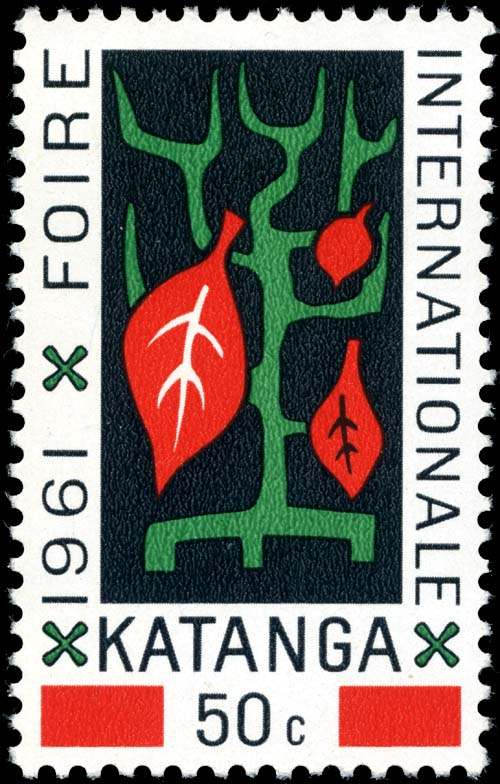
Sello postal de Katanga emitido en 1961; a pesar de que Katanga no fue miembro de la UPU, sus sellos fueron admitidos en el correo internacional.

#### Congo Belga
Bélgica anexó el Estado Libre del Congo en 1908, convirtiéndose en el Congo Belga. En 1910, los poderes estatales otorgados al Comité Especial de Katanga fueron revocados y Katanga se incorporó al Congo Belga, pero los poderes locales no fueron transferidos directamente al nuevo gobernador del Congo Belga, sino que Katanga pasó a ser una Vicegobernación General. Muchos de los empleados y líderes del Comité Especial de Katanga se unieron al servicio colonial al mando del Vicegobernador de Katanga. Un decreto real del 28 de marzo de 1912 dividió el Congo en 22 distritos. La Vicegobernación General de Katanga comprendía ahora los distritos de Lomami y Lulua al oeste, y Tanganika-Moero y Haut-Luapula al este. En 1933 una refeorma territorial abolió la Vicegobernación de Katanga y este se integró plenamente al Congo Belga como la Provincia de Katanga.

### Independencia
Inmediatamente después de producirse la independencia del Congo ―en junio de 1960―, Katanga rompió sus relaciones con el nuevo gobierno de Patrice Lumumba y declaró su independencia bajo el liderazgo de Moise Tshombe, a quien apoyaban la Unión Minera y varias potencias occidentales. Lumumba fue reemplazado en la jefatura del estado congoleño en septiembre de 1960 tras un golpe de Estado llevado a cabo por Joseph Mobutu.
En enero de 1962, Katanga creó su propia fuerza aérea, dirigida por Jan Zumbach. Contaba con diez bombarderos Harvard T-6 y dos reactores Vampire, casi todos los cuales fueron destruidos por soldados suecos en diciembre de 1962. Unidades armadas bajo la supervisión de las Naciones Unidas (ONU) llevaron a cabo durante dos años una campaña militar con el objetivo de reintegrar Katanga al Congo, operaciones que culminaron con un Plan de Reconciliación Nacional en enero de 1963.

### Reunificación con el Congo
En 1966, el gobierno central congoleño nacionalizó la Unión Minera del Alto Katanga, bajo el nombre de Gécamines. En 1971, Katanga cambió su nombre por el de Shaba (palabra proveniente del suajili que significa ‘cobre’). Durante los años setenta, las frecuentes insurrecciones que tuvieron lugar en la provincia de Shaba fueron aplastadas por el gobierno congoleño con ayuda de potencias extranjeras. El 12 de mayo de 1978, por ejemplo, los rebeldes ocuparon la ciudad de Kolwezi, centro minero de la provincia. Zaire pidió entonces ayuda a los Estados Unidos, Francia y Bélgica para restaurar el orden. La operación se saldó con 700 muertos africanos y 170 europeos.
En 1997, después de que Mobutu Sese Seko partiera para el exilio, la provincia cambió de nuevo su nombre por el de Katanga.